# Ескусар
Ескусар (ісп. Escúzar) — муніципалітет в Іспанії, у складі автономної спільноти Андалусія, у провінції Гранада. Населення — 804 особи (2010).
Муніципалітет розташований на відстані близько 370 км на південь від Мадрида, 19 км на південний захід від Гранади.

## Демографія
Динаміка населення (INE ):

## Галерея зображень

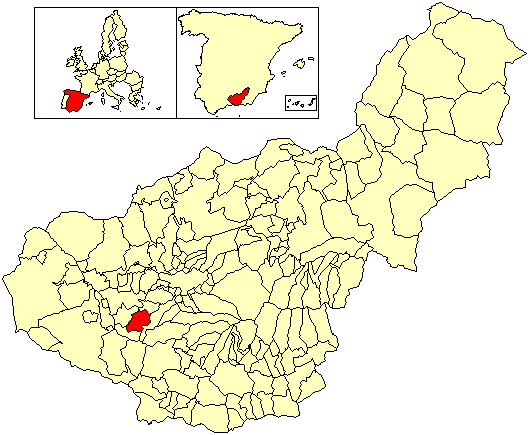
Розташування муніципалітету у провінції Гранада